# Paschalococos disperta

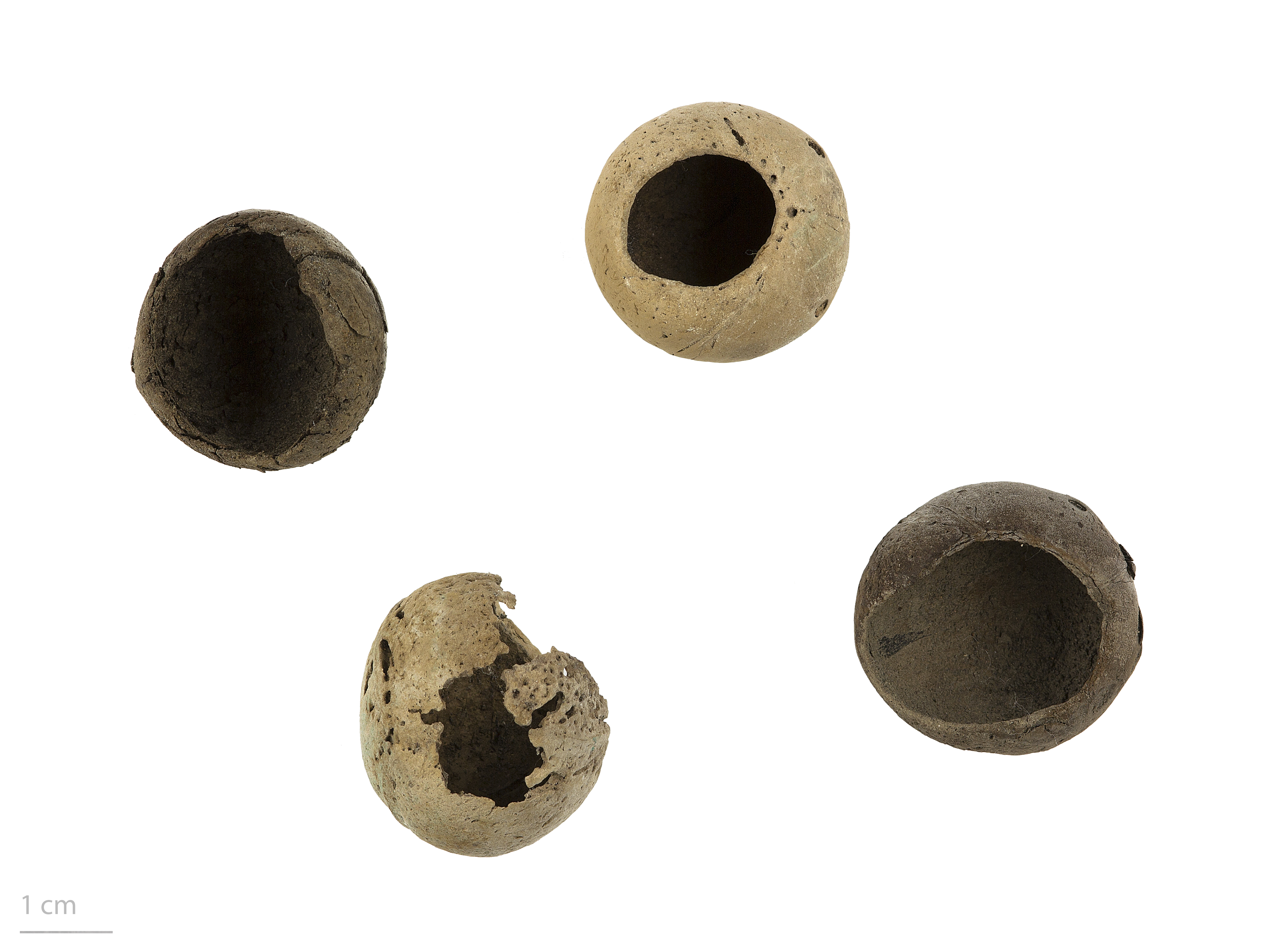
Secciones de frutos de Paschalococos disperta - MHNT

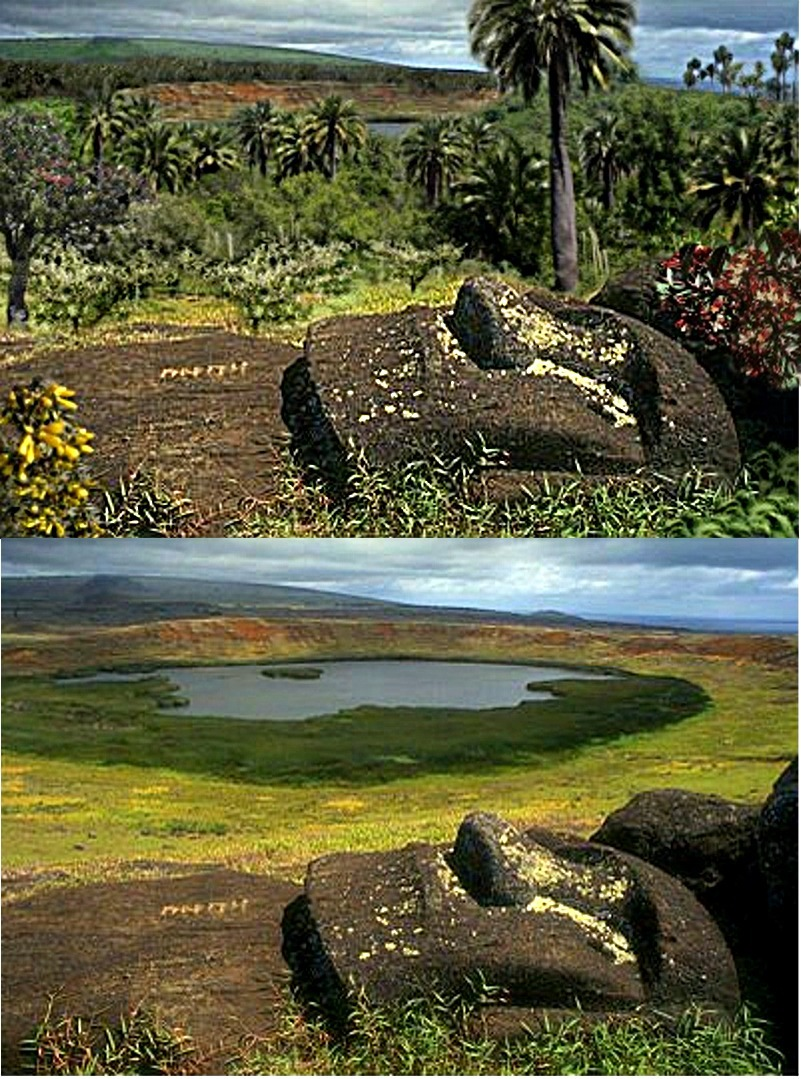
Isla de Pascua: recreación del paisaje ancestral -con Paschalococos o Jubaea, Sophora toromiro y Santalum, entre otras plantas- y actual.

La palma de Rapa Nui (Paschalococos disperta) es una especie extinta del género monotípico de plantas Paschalococos de la familia  de las palmeras (Arecaceae). Era endémica de la isla de Pascua donde se extinguió sobre el año 1650.

La superpoblación de la etnia rapanui en el período 800-1600, habría llevado a la extinción a la palma de Rapa Nui. Se postula que la desaparición de esta palma, junto con otros elementos de la biota, habría contribuido al colapso de la sociedad que habitaba en la isla. 

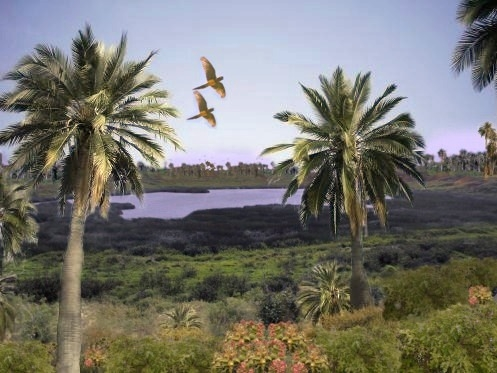
Isla de Pascua: recreación digital de su antiguo paisaje, con bosque tropical y palmeras.

Entre las causas de su extinción, se sugiere la tala para obtener los comestibles palmitos o para construir canoas para la pesca.